# 1053 هـ
1053 هـ هي سنة في التقويم الهجري امتدت مقابلةً في التقويم الميلادي بين سنتي 1643 و1644.

## مواليد
- أبو الحسن علي النوري

## وفيات
- يحيى أفندي